# Лима, Брайан
Брайан Пала Лима (англ. Brian Pala Lima, родился 25 января 1972 года в Апиа) — легендарный самоанский профессиональный регбист, рекордсмен сборной Самоа по числу проведённых матчей (60) и числу попыток (29, с учётом нетестовых матчей — 31). Участник пяти чемпионатов мира по регби подряд (с 1991 по 2007 годы), член Зала славы World Rugby с 2011 года. За свою жёсткую манеру игры, приводившую зачастую к травмам игроков при захватах, получил прозвище «Костоправ».

## Семья
Проживает в городе Апиа, владеет компанией по прокату автомобилей. Супруга — Сина Лима, вместе воспитывают троих детей.

## Игровая карьера

### Клубная
Брайан начинал свою карьеру в самоанском любительском клубе «Марист Сент-Джозеф», позже перебрался в Новую Зеландию, где играл в первенстве провинций за «Окленд». С образованием чемпионата Супер 12 он стал звездой профессионального регби, выступая за команды «Хайлендерс» и «Блюз». В 1999 году он переехал за границу, где выступал за клубы «Стад Франсе» (Франция), «Суонси» (Уэльс) и «Секом» (Япония). В 2005 году он должен был дебютировать за «Манстер» и заключил контракт, но из-за травмы так и не провёл ни одной встречи за ирландский клуб. В сезоне 2005/2006 стал игроком «Бристоль» чемпионата Англии, где и доигрывал.
В 2005 году участвовал в благотворительном матче Rugby Aid в составе сборной Южного полушария против сборной Северного полушария (победа южан 54:19), средства шли в помощь пострадавшим от цунами в Юго-Восточной Азии декабря 2004 года.

### В сборной
В 1991 году Брайан дебютировал на чемпионате мира по регби в возрасте всего 19 лет и 255 дней. Его дебютной игрой стала игра против Уэльса, когда самоанцы сенсационно победили 16:13. В матче против Аргентины он занёс две попытки и помог команде одержать победу 35:12. Команда вышла в четвертьфинал, где уступила шотландцам. В 1995 году самоанцы снова вышли в четвертьфинал чемпионата мира, победив команды Аргентины и Италии в группе и проиграв будущим чемпионам мира — хозяевам в лице сборной ЮАР.
В 1999 году сборная Самоа сыграла в Кардиффе против сборной Уэльса, которую победила на своём первом чемпионате мира, и снова взяла верх со счётом 38:31. Однако дорогу в четвертьфинал в этот раз им преградила Шотландия, обыгравшая в Эдинбурге на «Маррифилде» 35:20. В 2003 году на чемпионате мира в Австралии самоанцы занесли спорную попытку усилиями Семо Ситити в ворота Англии, но не вышли из группы во второй раз. В игре против ЮАР на групповом этапе Лима совершил свой самый известный захват — блуждающий полузащитник Дерик Угард, принимая «пас в больницу» от Йоста ван дер Вестёйзена, уже захваченного Стивом Со’оиало, был снесён Лимой и буквально брякнулся на поле. Вследствие этого Лиму стали ассоциировать именно с захватом Угарда.
В 2007 году Брайан Лима в пятый раз подряд поехал на чемпионат мира, что стало рекордом — подобное повторил только Мауро Бергамаско в 2015 году в составе сборной Италии. Лима вышел на замену в игре против ЮАР на 60-й минуте — через три минуты при попытке совершить свой коронный захват Лима получил сотрясение мозга и был срочно заменён. Последнюю игру на чемпионате мира он провёл против Англии (проигрыш 44:22). В игре против США (победа 25:21), последней для самоанцев на турнире, не участвовал, но после игры станцевал вариант хаки с самоанскими игроками. В том же году провёл последнюю домашнюю игру в Самоа в рамках Кубка тихоокеанских наций, став капитаном в первой встрече против Фиджи.
Брайан также играл за сборную Самоа по регби-7, занеся 17 попыток и набрав 101 очко на всех чемпионатах мира — тем самым он занял 3-е место по числу попыток на чемпионатах мира. В 2004 году в составе «Пасифик Айлендерс» принял участие в турне по Австралии и Новой Зеландии.

## Стиль игры
Лима выступал в прошлом на позиции вингера, но в конце карьеры стал выступать на позиции внутреннего центрового, где лучше проявлял свои навыки защитника.